# El Dorado (Tokyo)
L'El Dorado (ドラード早稲田?, Dorādo Waseda) è un caratteristico edificio situato nel campus universitario della Waseda (per questo denominato nel mondo anglofono Waseda El Dorado), a Tokyo, in Giappone.
Costruito nell'agosto del 1983, fu progettato dall'architetto e teorico Toshirō Tanaka (田中 俊郎?), noto con lo pseudonimo di Von Jour Caux.
Il disegno architettonico è un curioso sincretismo tra la cultura giapponese e un revivalismo modernista di ispirazione gaudiana, riflesso già dall'esterno, con balconi delimitati da decorazioni ricurve realizzate in ferro battuto che assumono forme di ninfee, e varî motivi, come le eleganti finestre di derivazione decò, estesi ornamenti realizzati in ceramica, carte da parati verde-oro impresse da blocchi di legno in stile Edo, e piastrelle iridescenti che riflettono l'intarsiato di madreperla. Al suo interno è presente una scultura in grande formato rappresentante una mano di doga buddista rivolta verso il basso, posta sotto un elaborato soffitto in vetro.